# Bas (Bithynien)
Bas (altgriechisch Βᾶς Bás; geboren 397 oder 396 v. Chr., gestorben 326 v. Chr.) war ein Herrscher der kleinasiatischen Landschaft Bithynien im 4. vorchristlichen Jahrhundert.
Bas war ein Sohn und Nachfolger des Boteiras und herrschte seit 378/377 v. Chr. über Bithynien, vermutlich in loser Abhängigkeit gegenüber dem persischen Reich. Er herrschte auch in jener Zeit, als Alexander der Große seinen Feldzug gegen Persien begann. Während Alexander nach der Schlacht am Granikos 334 v. Chr. durch das heutige Zentralanatolien weiter nach Kilikien zog, beauftragte er seinen Feldherren Kalas mit der Unterwerfung des restlichen Kleinasien. In Bithynien aber konnte Bas spätestens im Jahr 327 v. Chr. über Kalas siegen und ihn töten, wodurch Bithynien unabhängig gegenüber dem Alexanderreich blieb.
Bas starb laut Photios, der Memnon von Herakleia zitiert, nach fünfzigjähriger Herrschaft im Jahr darauf im Alter von 71 Jahren.
Sein Sohn und Nachfolger Zipoites konnte die Unabhängigkeit des Landes auch gegenüber den Diadochen Antigonos Monophthalmos und Lysimachos behaupten und den Königstitel annehmen.